# Munidopsis
Genre
Munidopsis est un genre de crustacés décapodes.

## Liste des espèces
(sans doute incomplète ou à réviser)
- Munidopsis abbreviata (A. Milne-Edwards, 1880).
- Munidopsis abdominalis (A. Milne-Edwards, 1880).
- Munidopsis acuminata J. E. Benedict, 1902.
- Munidopsis alaminos L. H. Pequegnat & W. E. Pequegnat, 1970.
- Munidopsis albatrossae W. E. Pequegnat & L. H. Pequegnat, 1973.
- Munidopsis alvisca A. B. Williams, 1988.
- Munidopsis aries (A. Milne-Edwards, 1880).
- Munidopsis armata (A. Milne-Edwards, 1880).
- Munidopsis aspera (Henderson, 1885).
- Munidopsis bairdii (S. I. Smith, 1884).
- Munidopsis barbarae (Boone, 1927).
- Munidopsis beringana J. E. Benedict, 1902.
- Munidopsis bermudezi Chace, 1939.
- Munidopsis cascadia Ambler, 1980.
- Munidopsis ciliata Wood-Mason, 1891.
- Munidopsis crassa S. I. Smith, 1885.
- Munidopsis cubensis Chace, 1942.
- Munidopsis curvirostra Whiteaves, 1874.
- Munidopsis depressa Faxon, 1893.
- Munidopsis diomedeae (Faxon, 1893).
- Munidopsis erinacea (A. Milne-Edwards, 1880).
- Munidopsis erinaceus A. Milne-Edwards, 1880.
- Munidopsis expansa J. E. Benedict, 1902.
- Munidopsis gilli J. E. Benedict, 1902.
- Munidopsis glabra L. H. Pequegnat and A. B. Williams, 1995.
- Munidopsis granosicorium A. B. Williams & Baba, 1990.
- Munidopsis gulfensis W. E. Pequegnat & L. H. Pequegnat, 1971.
- Munidopsis hystrix Faxon, 1893.
- Munidopsis kucki Baba & Camp, 1988.
- Munidopsis latifrons (A. Milne-Edwards, 1880).
- Munidopsis latirostris Faxon, 1893.
- Munidopsis lignaria A. B. Williams & Baba, 1990.
- Munidopsis livida (A. Milne-Edwards, 1886).
- Munidopsis longimanus (A. Milne-Edwards, 1880).
- Munidopsis pallida Alcock, 1894.
- Munidopsis palmata Khodkina, 1975.
- Munidopsis penescabra L. H. Pequegnat & A. B. Williams, 1995.
- Munidopsis platirostris (A. Milne-Edwards & Bouvier, 1894).
- Munidopsis polita (S. I. Smith, 1883).
- Munidopsis polymorpha (Koelbel, 1892)
- Munidopsis quadrata Faxon, 1893.
- Munidopsis robusta (A Milne-Edwards, 1880).
- Munidopsis rostrata (A. Milne-Edwards, 1880).
- Munidopsis scabra Faxon, 1893.
- Munidopsis serratifrons (A. Milne-Edwards, 1880).
- Munidopsis serricornis (Loven, 1852).
- Munidopsis sigsbei (A. Milne-Edwards, 1880).
- Munidopsis similis S. I. Smith, 1885.
- Munidopsis simplex (A. Milne-Edwards, 1880).
- Munidopsis spinifera (A. Milne-Edwards, 1880).
- Munidopsis spinoculata (A. Milne-Edwards, 1880).
- Munidopsis spinosa (A. Milne-Edwards, 1880).
- Munidopsis squamosa.
- Munidopsis transtridens W. E. Pequegnat & L. H. Pequegnat, 1971.
- Munidopsis tuftsi Ambler, 1980.
- Munidopsis tujisi Ambler, 1980.
- Munidopsis verrilli J. E. Benedict, 1902.
- Munidopsis verrucosa Khodkina, 1975.
- Munidopsis yaguinensis Ambler, 1980.
- Munidopsis yaquinensis Ambler, 1980.